# Alice and the Three Bears
Alice and the Three Bears é um curta-metragem de animação estadunidense de 1924, lançado pela produtora Winkler Pictures como parte da série Alice Comedies.